# Muntura Contax N
La muntura Contax N, introduïda el 2000, està dissenyada pel seu ús amb càmeres reflex de pel·lícula 35mm i digital Full Frame, com la Contax N1, la primera de la sèrie.
La muntura té un diàmetre de 55mm i una distància focal de brida de 48mm.
Aquesta muntura va ser la successora de la muntura Contax / Yashica, les quals no tenien la possibilitat d'enfocament automàtic. Abans de les Contax N, ja existien càmeres de la marca amb autofocus, les Contax G, però aquestes són càmeres telemètriques i no DSLR.
Aquest sistema va tenir molt poc recorregut, el 2002 es va presentar l'última càmera i objectius. L'abril del 2005, Kyocera (fabricant de Contax) va anunciar que es retirava del negoci de càmeres i que deixaria tota activitat relacionada amb la fabricació de càmeres Contax a finals d'any, la qual cosa va significar el final de la muntura N.
El sistema Contax N incorpora un muntatge electrònic que permet l'enfocament automàtic, exposició automàtica, prioritat a l'obertura i al temps, mesura de llum, flaix TTL i avançament i rebobinat automàtic de la pel·lícula.

## Esquema de noms de les càmeres amb muntura Contax N
| Model            | Any  |
| ---------------- | ---- |
| Contax N1        | 2000 |
| Contax NX        | 2002 |
| Contax N Digital | 2002 |

La Contax NX era el model prosumer de 35 mm per a fotògrafs avançats i amateurs, mentre que el N1 estava dirigida als usuaris professionals. Les diferències principals es basen en la velocitat de l'obturador, la N1 pot disparar fins a 1/8000 segons, mentre que la NX només arriba a 1/4000. I també en la compensació d'exposició, on la N1 té tres passos, i la NX dos. Altres diferències són la possibilitat d'intercanviar la pantalla d'enfocament, el pes i robustesa, la cobertura del visor i alguns modes.
La Contax N Digital va ser la primera càmera DSLR Full Frame. Aquesta incorporava un sensor CCD de 6,29 megapíxels amb la capacitat de disparar amb una sensibilitat ISO de 100 fins a 1.600.

## Objectius
Aquests tenen focals des de 17mm fins a 400mm, incloent-hi objectius zoom i macro. Alguns objectius de Contax tenen les següents sigles:
- Apotessar: Disseny òptic apocromàtic, el qual corregeix aberracions cromàtiques
- Makro: Objectiu macro[13]
- Sonnar: Disseny òptic propi de Zeiss amb una obertura de f/2.8 fins a f/4.5[14]
- Planar: Disseny òptic propi de Zeiss amb una obertura de f/1.4[15]
- T*: Recobriment multicapa que redueix els reflexes, flares, augmenta la transmissió de la llum i dona una reproducció de color pur[16]
- Vario: Objectiu zoom[14]

### Fixos
| Distància focal | Obertura | Any  | Distància mínima d'enfocament | Diametre de filtre |
| --------------- | -------- | ---- | ----------------------------- | ------------------ |
| 50mm            | 1.4      | 2000 | 0,45m                         | 67mm               |
| 85mm            | 1.4      | 2002 | 0,83m                         | 82mm               |
| 100mm           | 2.8      | 2000 | 0,32m                         | 72mm               |
| 400mm           | 4.0      | 2002 | 2,90m                         | 112mm              |

### Zoom
| Distància focal | Obertura | Any  | Distància mínima d'enfocament | Diametre de filtre |
| --------------- | -------- | ---- | ----------------------------- | ------------------ |
| 17-35mm         | 2.8      | 2002 | 0,50m                         | 95mm               |
| 24-85mm         | 3.5-4.5  | 2000 | 0,50m                         | 82mm               |
| 28-80mm         | 3.5-5.6  | 2002 | 0,50m                         | 55mm               |
| 70-200mm        | 3.5-4.5  | 2002 | 1,00m                         | 67mm               |
| 70-300mm        | 4.0-5.6  | 2000 | 1,50m                         | 72mm               |

Contax també va treure al mercat dos tubs d'extensió, un de 13 i un altre de 26mm, els quals redueixen la distància mínima d'enfocament i, per tant donen un major nivell d'ampliació macro.

### Terceres marques
En el seu moment, les següents marques van fabricar objectius amb muntura Contax N:
- Astro-Berlin: Gauss-Tachar 60mm f/2[24][25]

## Accessoris
Contax també va treure al mercat el NAM-1, un adaptador de muntura el qual permet usar les òptiques de Contax 645 de format mitjà en les càmeres amb muntura N.

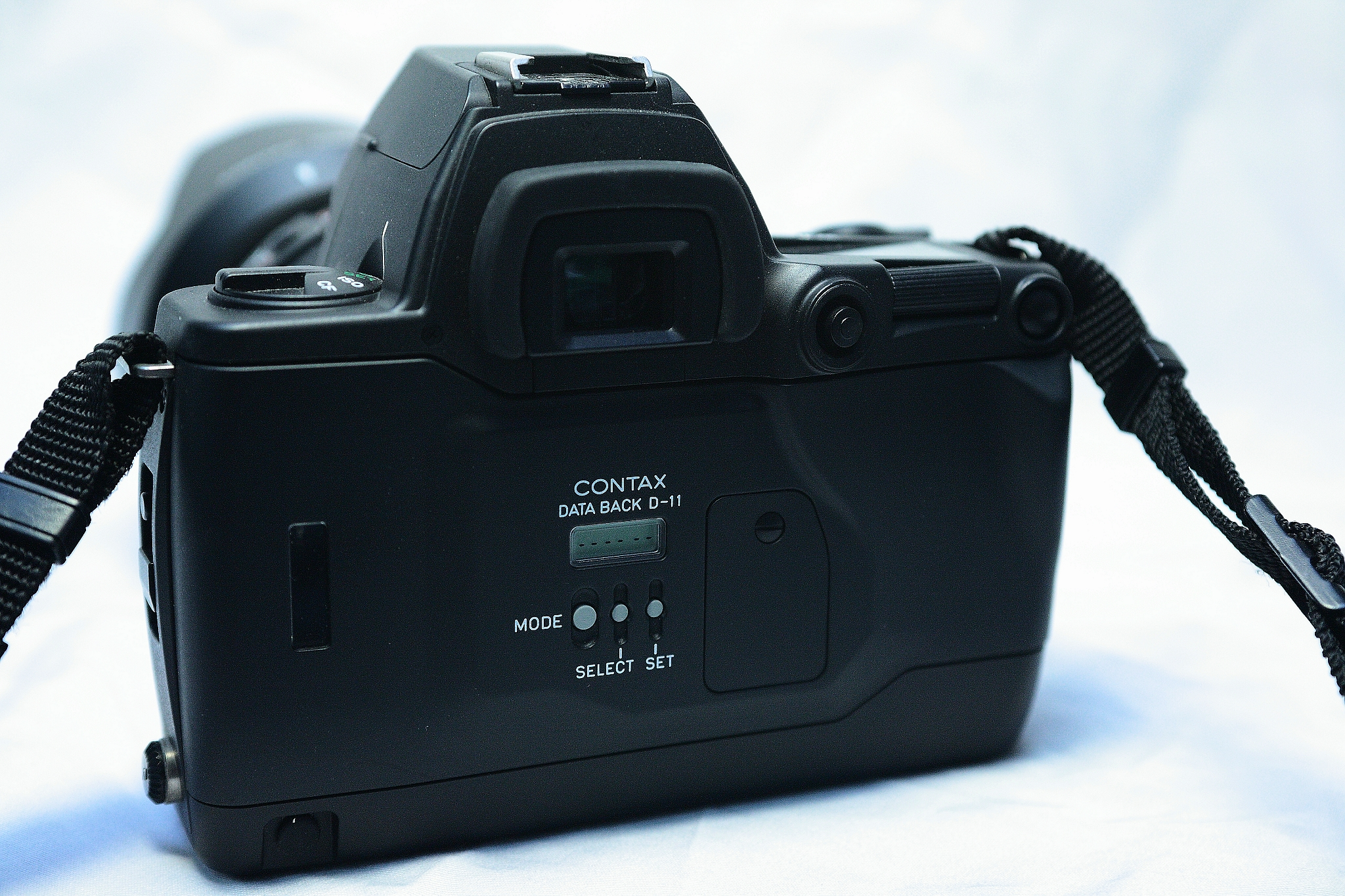
Panell Contax D-11

Una característica especial i tradicional de les càmeres Contax és la possibilitat d'imprimir dades a la placa exterior de pel·lícula en lloc de a la imatge, com sol ser el cas. La Contax NX amb el panell posterior de dades D-11 també ofereix aquesta opció. El panell posterior de dades multifuncional D-10 per al Contax N1 també ofereix funcions d'interval i la impressió de les dades d'enregistrament.
Amb els suports de piles P-9 (per Contax N1) i P-10 (per Contax NX) és possible utilitzar piles AA en comptes de piles de liti. Les bateries externes P8 i P8D estan disponibles com a carcasses externes per a bateries o bateries recarregables, mentre que el paquet de bateries P-8D2 està disponible per al Contax N Digital.
El visor LCD FE-1 no és un producte exclusiu del sistema N, però es pot usar per fer que la imatge del visor es transfereixi a la pantalla LC i com a disparador remot. Aquest per això no és compatible amb la NX.
Van sortir al mercat tres pantalles d'enfocament, una d'imatge dividida, una mate i una de graella mate, les quals es podien intercanviar a la Contax N1 depenguen del tipus de fotografia que es volia realitzar.